# Sigara macrocepsoidea
Sigara macrocepsoidea är en insektsart som beskrevs av Hungerford 1942. Sigara macrocepsoidea ingår i släktet Sigara och familjen buksimmare. Inga underarter finns listade i Catalogue of Life.